# 路頭礼
路頭礼（ろとうれい）とは、路上において他者と遭遇した際の礼法。

## 概要
広義では、乗馬中における礼節である馬上礼（ばじょうれい）なども路頭礼に含まれるが、馬上礼に関しては律令の儀制令（在路相偶条）やそれを受けた『延喜式』弾正式（27・28条）の規定によってその原則が確立されていた。
「路頭礼」に関して問題になったのはもっぱら牛車に乗車中に他者と遭遇した際の礼法のことであり、公家社会において「路頭礼」と言えば牛車における作法のことを指した。日本において貴人が牛車に乗る風習が広まったのは、平安時代（9世紀後半から10世紀前半）に入ってからのことであり、それ以前に制定された大宝律令や養老律令、諸格式などには牛車乗車時の作法に関する規定が存在しなかった。わずかに藤原道長政権下で制定された長保元年令において蔵人や殿上人などの一部例外を除いた六位以下の者が牛車に乗車することを禁じた規定があるのみで、牛車での往来時の路頭礼に関しては先例・慣習に依拠するか、『西宮記』『江家次第』『法曹至要抄』などに記された作法（ただし、その内容は先例・慣習に依拠している）に従うしかなかった。だが、先例・慣習という曖昧な根拠にした路頭礼は、その解釈を巡ってしばしば衝突の原因となった。藤原頼長が平信兼を解官した事件や藤原基房と平重盛の間の殿下乗合事件なども、その一因として路頭礼を巡るトラブルの要素があったとされている。
鎌倉時代後期、亀山天皇の下で編纂された『弘安礼節』の中でこれまでの先例・慣習が整理されて、路頭礼の標準化・公定化が図られた。例えば、牛車同士がすれ違った場合、当事者間の身分格差の大きさに従って下位の者が扣車（停車して道を譲る）・税駕（牛を牛車から外す）・下車・蹲踞・平伏（蹲踞と平伏は下車した上で行う）など、相手に対する礼を示す行動を採ることが求められた（例えば、すれ違った相手が親王・摂関であった場合、中納言以上であれば扣車のみであるが、五位の地下諸大夫であれば下車平伏をする必要があった）。だが、官位制度の中で序列を図ると言う原則を取りながら、家格などによる斟酌という曖昧な要素が規定に取り込まれたために、トラブルを完全に排除することができなかった。更に室町幕府成立以後、官位は低いものの実質的な地位はそれよりも高い武家（武家の官位は将軍を別格とすれば、管領をはじめほとんどが四位以下で中には無位無官の者もいた）が京都に常駐するようになると、『弘安礼節』による路頭礼も形骸化せざるを得なかった（地方出身が多い武士は公家社会の路頭礼について知らない、もしくは無視していたため。その極端な例が後者の処刑にまで発展した光厳上皇と土岐頼遠のトラブルである）。更に公家社会の経済的な困窮から宮家や摂関家ですら牛車を用いることができなくなっていった。
また、武家社会の間でも路頭礼があったと考えられている。武家社会の路頭礼における標準化・公定化の動きは確認することはできないが、室町時代後期（15世紀後半）『鎌倉年中行事』や『御供古実』などの武家故実書の中には路頭礼の存在を示した記述がある。もっとも、組織形態も身分秩序も公家社会とは異なる武家社会の路頭礼は、独自の発展をとげていった。例えば、武家社会では牛車が用いられることはなかった（鎌倉殿・室町殿の参内は例外）ため、牛車の路頭礼が見られない代わりに、武家同士における馬上礼が路頭礼の中核を占め、また武家で用いられることが多かった輿に関する路頭礼があった。